# Borys Barwinski
Borys Barwinski, ukr. Борис Барвінський (ur. 11 października?/23 października 1888 we wsi Griszczince w guberni kijowskiej, zm. 4 stycznia 1980 w USA) – rosyjski, a następnie ukraiński wojskowy (generał), oficer kontraktowy Wojska Polskiego, dowódca 30 Pułku Grenadierów SS 14 Dywizji Grenadierów SS, a następnie batalionu pułku podczas II wojny światowej, emigracyjny działacz narodowy.

## Życiorys
Uczył się seminarium duchownym, ale ukończył w 1915 r. 1 szkołę praporszczików w Kijowie. Następnie ukończył szkołę dowódców kompanii Frontu Zachodniego w Wilejce. Brał udział w I wojnie światowej. W maju 1917 r. przeszedł do 1 Ukraińskiego Pułku Kozackiego im. Bogdana Chmielnieckiego, obejmując dowództwo 12 Sotni Konnej. Awansował do stopnia sztabskapitana. Na początku stycznia 1918 r. został dowódcą Pułku Robotniczego Wolnego Kozactwa w Kijowie. Od września tego roku pełnił funkcję powiatowego komendanta wojskowego powiatu dnieprowskiego guberni krymskiej. Pod koniec listopada został zastępcą komendanta gubernialnego Kijowszczyzny. Od lipca 1919 r. był zastępcą dowódcy 3 Rekruckiego Siczowego Pułku Pieszego Armii Czynnej Ukraińskiej Republiki Ludowej. Na początku czerwca 1920 r. w stopniu podpułkownika objął funkcję zastępcy dowódcy ochrony atamana Semena Petlury. 
Po upadku niepodległej Ukrainy zamieszkał w Polsce. Od 1928 r. w stopniu majora służył jako oficer kontraktowy w Wojsku Polskim w szeregach 15 Pułku Piechoty w Dęblinie. Awansował na podpułkownika. 19 marca 1937 r. został odznaczony Złotym Krzyżem Zasługi. Brał udział w wojnie obronnej 1939 r. Dostał się do niewoli niemieckiej, ale w styczniu 1940 r. wypuszczono go na wolność. Od sierpnia 1943 r. w stopniu kapitana pełnił obowiązki dowódcy 30 Pułku Grenadierów SS 14 Dywizji Grenadierów SS. Po usunięciu go przez Niemców z tej funkcji objął dowództwo jednego z batalionów. Po zakończeniu wojny przebywał w alianckiej niewoli. W 1950 r. wyjechał do USA. Przez ukraiński rząd na uchodźstwie został mianowany generałem chorążym.